# Pumpning

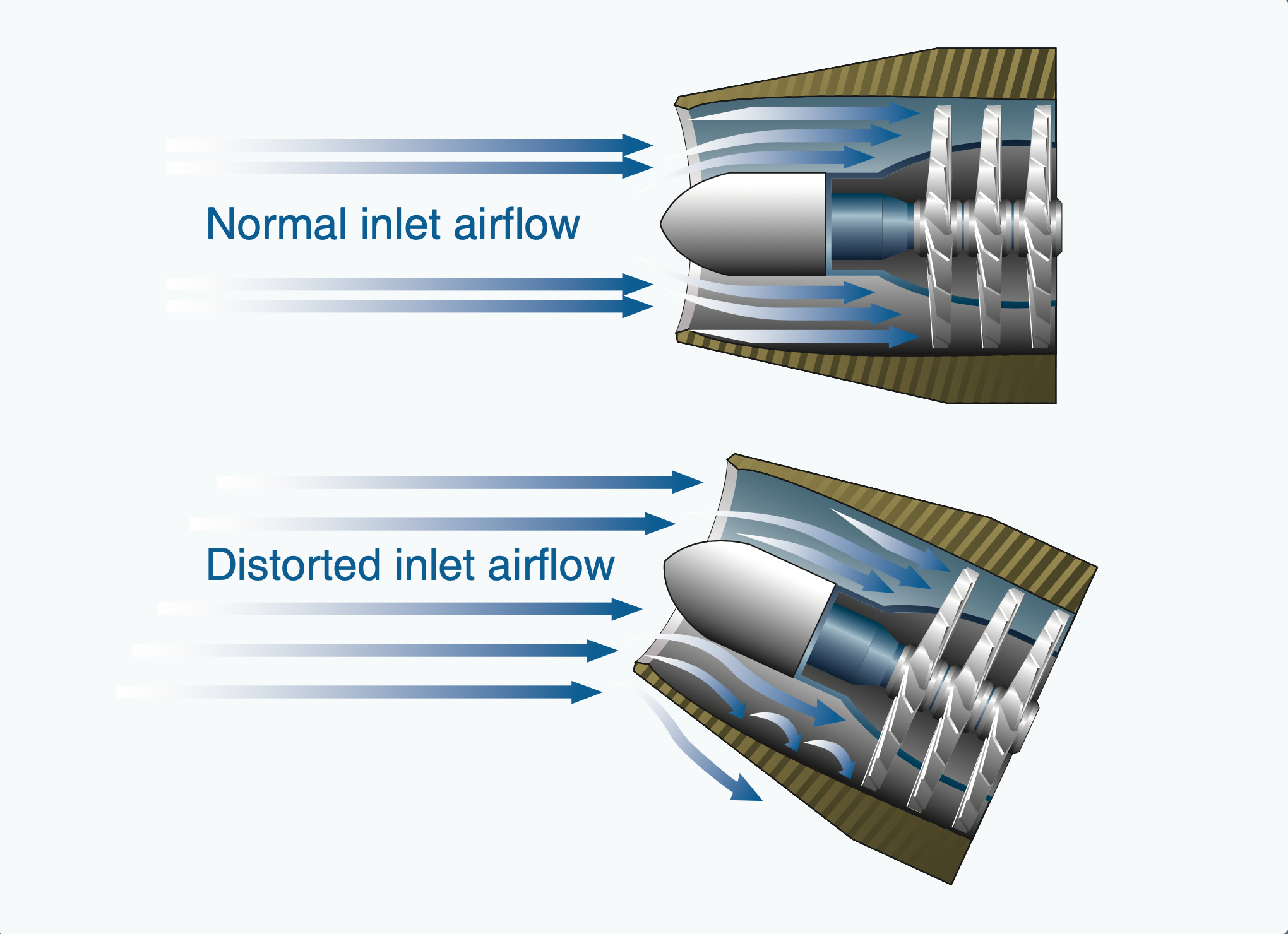
Jämförelse av normalt och förvrängt luftflöde in i en jetmotors kompressor.

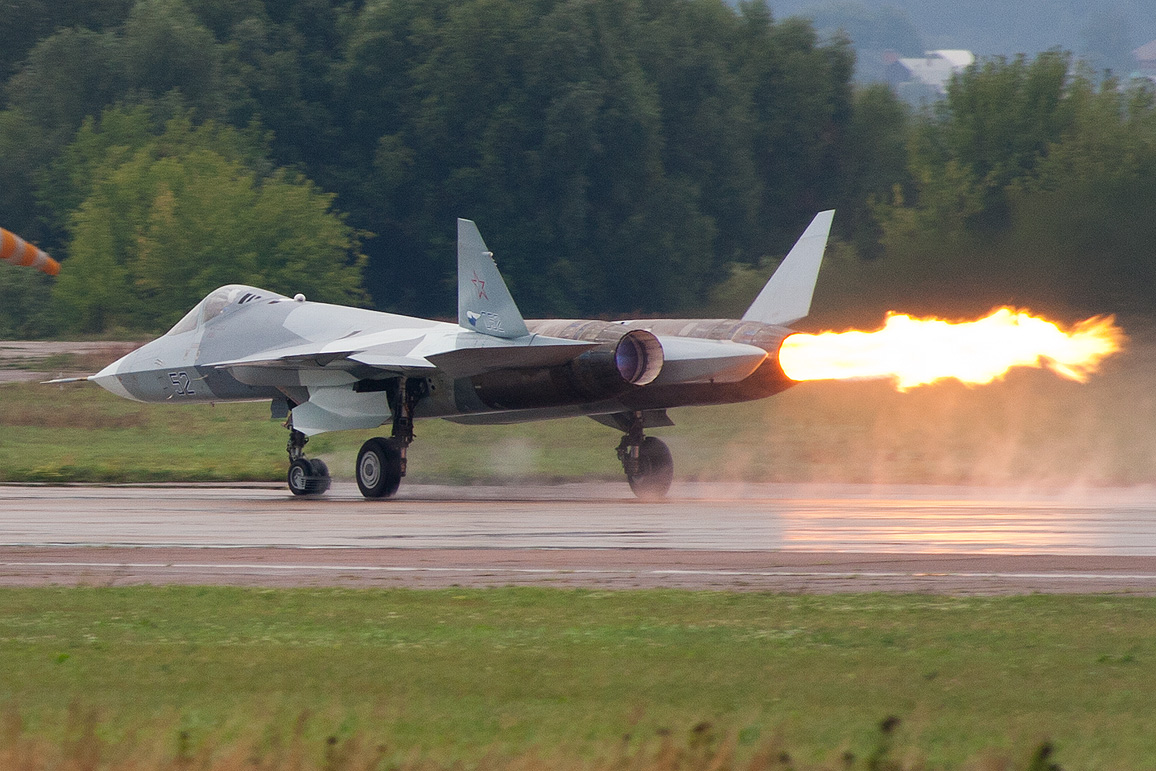
Suchoj Su-57 prototyp drabbas av pumpning.

Pumpning är när luftströmmen i en jetmotor eller gasturbin plöstligt vänder riktning och går "bakvägen". Detta beror på att ett fläkt- eller turbinblad tappar sitt gränsskikt, vilket gör att Coandăeffekten inte längre kan tvinga luften till ett laminärt flöde genom gasgeneratorn. Det betyder att det bildas ett mottryck mitt i motorn, som kan vända luftflödet även i föregående steg, som i tur kan vända steget före och så vidare. Ju fler steg som vänder, desto kraftigare blir pumpningen vilket kan höras genom de höga smällar som uppstår. Dessa plötsliga riktningsändringar kan inte bara släcka motorn så att den måste startas om, utan även skada bladen till den grad att ett totalt motorhaveri sker.

## Källa
- Jörgen Städje (19 september 2008). ”Reaktionsmotor 12 - både vacker och stark”. TechWorld. Arkiverad från originalet den 29 april 2017. https://web.archive.org/web/20170429052745/http://techworld.idg.se:80/2.2524/1.174315/reaktionsmotor-12---bade-vacker-och-stark. Läst 18 november 2022.